# 3LW
'3LW (абр. від англ.3'LittleWomen — «3 маленькі жінки») — американський жіночий гурт, який виконував музику в стилях хіп-хоп, хіп-хоп соул та R&B. Був заснований у 2000 році в складі Нетьюрі Нотон, Адріанн Бейлон та Кайлі Вільямс. У 2002 році Джессіка Бенсон замінила Нетьюрі, що пішла з гурту. Спочатку гурт співпрацював із лейблом Epic Records, а з 2003 року — з So So Def Recordings. 

## Дискографія
- 2000: 3LW
- 2002: A Girl Can Mack
- 2006: Point of No Return (не випущений)